# ツール・ド・フランス2018
ツール・ド・フランス 2018(仏: Tour de France 2018)は、ツール・ド・フランスの105回目のレース。ノワールムティエ＝アン＝リルからスタートし、パリにゴールするコースで2018年7月7日から7月29日まで行なわれた。

## 概要
2018年より、国際自転車競技連合(UCI)ルールの条項2.2.002、003の変更によりロードレースに出場する競技者数の上限が176人、1チーム人数が8人に変更されたため、出場チーム数22、総数176人による競技となった。

## 参加チーム
| ワールドチーム (18)- AG2R La Mondiale - Astana - Bahrain-Merida - BMC Racing Team - Bora-Hansgrohe - Groupama-FDJ - Lotto Soudal - Mitchelton-Scott - Movistar Team - Quick-Step Floors - Dimension Data - EF Education First-Drapac p/b Cannondale - Katusha-Alpecin - Lotto NL-Jumbo - Sky - Team Sunweb - Trek-Segafredo - UAE Team Emirates プロフェッショナルコンチネンタルチーム (4)- Cofidis, Solutions Crédits - Direct Énergie - Fortuneo-Samsic - Wanty-Groupe Gobert |
| |

## 前回総合優勝者フルームの出場問題
7月に入り、大会主催者ASOは昨年12月に発覚したサルブタモールの基準値越え問題が曖昧なままの前回総合優勝者クリス・フルームを、開幕迫る今大会から排除する模様と報じられたが、7月2日、UCIは6月28日に出ていたWADAの分析結果を受け、ドーピング違反ではないとの結論を下した。これによりフルームは問題なく今大会に出場することとなった。

## 日程
| 区間 | 月日 | コース                                                  | 距離 (km)      | 種類 | 種類                   | 区間優勝                     |
| ---- | ---- | ------------------------------------------------------- | -------------- | ---- | ---------------------- | ---------------------------- |
| 1    | 7/7  | ノワールムティエ＝アン＝リル - フォントネー＝ル＝コント | 201            |      | 平坦ステージ           | フェルナンド・ガビリア       |
| 2    | 7/8  | ムイユロン＝サンジェルマン - ラ・ロッシュ＝シュル＝ヨン | 182.5          |      | 平坦ステージ           | ペーター・サガン             |
| 3    | 7/9  | ショレ - ショレ                                         | 35.5           |      | チームタイムトライアル | BMC・レーシングチーム        |
| 4    | 7/10 | ラ・ボール - サルゾー                                   | 195            |      | 平坦ステージ           | フェルナンド・ガビリア       |
| 5    | 7/11 | ロリアン - カンペール                                   | 204.5          |      | 中級山岳ステージ       | ペーター・サガン             |
| 6    | 7/12 | ブレスト - ミュール・ド・ブルターニュ                   | 181            |      | 中級山岳ステージ       | ダニエル・マーティン         |
| 7    | 7/13 | フジェール - シャルトル                                 | 231            |      | 平坦ステージ           | ディラン・フルーネヴェーヘン |
| 8    | 7/14 | ドルー - アミアン                                       | 181            |      | 平坦ステージ           | ディラン・フルーネヴェーヘン |
| 9    | 7/15 | アラス - ルーベ                                         | 156.5          |      | 平坦ステージ           | ジョン・デゲンコルプ         |
|      | 7/16 | アヌシー                                                | アヌシー       |      | 休息日                 | 休息日                       |
| 10   | 7/17 | アヌシー - ル・グラン・ボルナン                         | 158.5          |      | 山岳ステージ           | ジュリアン・アラフィリップ   |
| 11   | 7/18 | アルベールヴィル - ラ・ロジエール                       | 108.5          |      | 山岳ステージ           | ゲラント・トーマス           |
| 12   | 7/19 | ブール＝サン＝モーリス - ラルプ・デュエズ               | 175.5          |      | 山岳ステージ           | ゲラント・トーマス           |
| 13   | 7/20 | ル・ブール・ドアザン - ヴァランス                       | 169.5          |      | 平坦ステージ           | ペーター・サガン             |
| 14   | 7/21 | サンポール＝トロワ＝シャトー - マンド                   | 188            |      | 中級山岳ステージ       | オマール・フライレ           |
| 15   | 7/22 | ミロー - カルカッソンヌ                                 | 181.5          |      | 中級山岳ステージ       | マグナス・コルト・ニールセン |
|      | 7/23 | カルカッソンヌ                                          | カルカッソンヌ |      | 休息日                 | 休息日                       |
| 16   | 7/24 | カルカッソンヌ - バニェール・ド・ルション               | 218            |      | 山岳ステージ           | ジュリアン・アラフィリップ   |
| 17   | 7/25 | バニェール・ド・ルション - サンラリー・スラン           | 65             |      | 山岳ステージ           | ナイロ・キンタナ             |
| 18   | 7/26 | トリ＝シュル＝バイズ - ポー                             | 171            |      | 平坦ステージ           | アルノー・デマール           |
| 19   | 7/27 | ルルド - ラランス                                       | 200.5          |      | 山岳ステージ           | プリモシュ・ログリッチ       |
| 20   | 7/28 | サンペー＝シュル＝ニヴェール - エスプレット             | 31             |      | 個人タイムトライアル   | トム・デュムラン             |
| 21   | 7/29 | ウイユ - パリ・シャンゼリゼ                             | 116            |      | 平坦ステージ           | アレクサンダー・クリストフ   |

## 各賞の変遷
| 区間     | 区間優勝                     | 総合首位                       | ポイント賞             | 山岳賞                     | 新人賞                           | チーム総合首位               | 敢闘賞                         |
| -------- | ---------------------------- | ------------------------------ | ---------------------- | -------------------------- | -------------------------------- | ---------------------------- | ------------------------------ |
| 1        | フェルナンド・ガビリア       | フェルナンド・ガビリア         | フェルナンド・ガビリア | ケビン・ルダノワ           | フェルナンド・ガビリア           | クイックステップ・フロアーズ | ヨアン・オフレド               |
| 2        | ペーター・サガン             | ペーター・サガン               | ペーター・サガン       | ディオン・スミス           | フェルナンド・ガビリア           | クイックステップ・フロアーズ | シルヴァン・シャヴァネル       |
| 3        | BMC・レーシングチーム        | フレフ・ファン・アヴェルマート | ペーター・サガン       | ディオン・スミス           | ソーレン・クラーク・アンデルセン | クイックステップ・フロアーズ | 該当なし                       |
| 4        | フェルナンド・ガビリア       | フレフ・ファン・アヴェルマート | ペーター・サガン       | ディオン・スミス           | ソーレン・クラーク・アンデルセン | クイックステップ・フロアーズ | ジェローム・クザン             |
|          | ペーター・サガン             | フレフ・ファン・アヴェルマート | ペーター・サガン       | トムス・スクインス         | ソーレン・クラーク・アンデルセン | クイックステップ・フロアーズ | トムス・スクインス             |
| 6        | ダニエル・マーティン         | フレフ・ファン・アヴェルマート | ペーター・サガン       | トムス・スクインス         | ソーレン・クラーク・アンデルセン | クイックステップ・フロアーズ | ダミアン・ゴダン               |
| 7        | ディラン・フルーネヴェーヘン | フレフ・ファン・アヴェルマート | ペーター・サガン       | トムス・スクインス         | ソーレン・クラーク・アンデルセン | クイックステップ・フロアーズ | ローラン・ピション             |
| 8        | ディラン・フルーネヴェーヘン | フレフ・ファン・アヴェルマート | ペーター・サガン       | トムス・スクインス         | ソーレン・クラーク・アンデルセン | クイックステップ・フロアーズ | ファビアン・グルリエ           |
| 9        | ジョン・デゲンコルプ         | フレフ・ファン・アヴェルマート | ペーター・サガン       | トムス・スクインス         | ソーレン・クラーク・アンデルセン | クイックステップ・フロアーズ | ダミアン・ゴダン               |
| 10       | ジュリアン・アラフィリップ   | フレフ・ファン・アヴェルマート | ペーター・サガン       | ジュリアン・アラフィリップ | ピエール・ラトゥール             | モビスター・チーム           | フレフ・ファン・アヴェルマート |
| 11       | ゲラント・トーマス           | ゲラント・トーマス             | ペーター・サガン       | ジュリアン・アラフィリップ | ピエール・ラトゥール             | モビスター・チーム           | アレハンドロ・バルベルデ       |
| 12       | ゲラント・トーマス           | ゲラント・トーマス             | ペーター・サガン       | ジュリアン・アラフィリップ | ピエール・ラトゥール             | モビスター・チーム           | ステーフェン・クラウスヴァイク |
| 13       | ペーター・サガン             | ゲラント・トーマス             | ペーター・サガン       | ジュリアン・アラフィリップ | ピエール・ラトゥール             | モビスター・チーム           | ミヒャエル・シェーア           |
| 14       | オマール・フライレ           | ゲラント・トーマス             | ペーター・サガン       | ジュリアン・アラフィリップ | ピエール・ラトゥール             | モビスター・チーム           | ジャスパー・ストゥイヴェン     |
| 15       | マグナス・コルト・ニールセン | ゲラント・トーマス             | ペーター・サガン       | ジュリアン・アラフィリップ | ピエール・ラトゥール             | モビスター・チーム           | ラファウ・マイカ               |
| 16       | ジュリアン・アラフィリップ   | ゲラント・トーマス             | ペーター・サガン       | ジュリアン・アラフィリップ | ピエール・ラトゥール             | バーレーン・メリダ           | フィリップ・ジルベール         |
| 17       | ナイロ・キンタナ             | ゲラント・トーマス             | ペーター・サガン       | ジュリアン・アラフィリップ | ピエール・ラトゥール             | モビスター・チーム           | タネル・カンゲルト             |
| 18       | アルノー・デマール           | ゲラント・トーマス             | ペーター・サガン       | ジュリアン・アラフィリップ | ピエール・ラトゥール             | モビスター・チーム           | ルーク・ダーブリッジ           |
| 19       | プリモシュ・ログリッチ       | ゲラント・トーマス             | ペーター・サガン       | ジュリアン・アラフィリップ | ピエール・ラトゥール             | モビスター・チーム           | ミケル・ランダ                 |
| 20       | トム・デュムラン             | ゲラント・トーマス             | ペーター・サガン       | ジュリアン・アラフィリップ | ピエール・ラトゥール             | モビスター・チーム           | 該当なし                       |
| 21       | アレクサンダー・クリストフ   | ゲラント・トーマス             | ペーター・サガン       | ジュリアン・アラフィリップ | ピエール・ラトゥール             | モビスター・チーム           | 該当なし                       |
| 最終成績 | 最終成績                     | ゲラント・トーマス             | ペーター・サガン       | ジュリアン・アラフィリップ | ピエール・ラトゥール             | モビスター・チーム           | ダニエル・マーティン           |

## 最終成績

### 個人総合成績
| 順位 | 選手名                         | 国籍         | チーム                   | 時間           |
| ---- | ------------------------------ | ------------ | ------------------------ | -------------- |
| 1    | ゲラント・トーマス             | イギリス     | チームスカイ             | 83時間17分13秒 |
| 2    | トム・デュムラン               | オランダ     | チーム・サンウェブ       | +01分51秒      |
| 3    | クリス・フルーム               | イギリス     | チームスカイ             | +02分24秒      |
| 4    | プリモシュ・ログリッチ         | スロベニア   | チーム・ロットNL・ユンボ | +03分22秒      |
| 5    | ステーフェン・クラウスヴァイク | オランダ     | チーム・ロットNL・ユンボ | +06分08秒      |
| 6    | ロマン・バルデ                 | フランス     | AG2R・ラ・モンディアル   | +06分57秒      |
| 7    | ミケル・ランダ                 | スペイン     | モビスター・チーム       | +07分37秒      |
| 8    | ダニエル・マーティン           | アイルランド | UAE チーム・エミレーツ   | +09分05秒      |
| 9    | イルヌール・ザカリン           | ロシア       | カチューシャ・アルペシン | +12分37秒      |
| 10   | ナイロ・キンタナ               | コロンビア   | モビスター・チーム       | +14分18秒      |

### ポイント賞
| 順位 | 選手名                     | 国籍       | チーム                       | ポイント |
| ---- | -------------------------- | ---------- | ---------------------------- | -------- |
| 1    | ペーター・サガン           | スロバキア | ボーラ＝ハンスグローエ       | 477pts   |
| 2    | アレクサンダー・クリストフ | ノルウェー | UAE チーム・エミレーツ       | 246pts   |
| 3    | アルノー・デマル           | フランス   | グルパマ・FDJ                | 203pts   |
| 4    | ジョン・デーゲンコルプ     | ドイツ     | トレック・セガフレード       | 178pts   |
| 5    | ジュリアン・アラフィリップ | フランス   | クイックステップ・フロアーズ | 143pts   |

### 山岳賞
| 順位 | 選手名                     | 国籍       | チーム                       | ポイント |
| ---- | -------------------------- | ---------- | ---------------------------- | -------- |
| 1    | ジュリアン・アラフィリップ | フランス   | クイックステップ・フロアーズ | 170pts   |
| 2    | ワレン・バルギル           | フランス   | フォルテュネオ・サムシック   | 91pts    |
| 3    | ラファウ・マイカ           | ポーランド | ボーラ＝ハンスグローエ       | 76pts    |
| 4    | ゲラント・トーマス         | イギリス   | チームスカイ                 | 74pts    |
| 5    | トム・デュムラン           | オランダ   | チーム・サンウェブ           | 63pts    |

### 新人賞
| 順位 | 選手名                 | 国籍       | チーム                                                            | 時間           |
| ---- | ---------------------- | ---------- | ----------------------------------------------------------------- | -------------- |
| 1    | ピエール・ラトゥール   | フランス   | AG2R・ラ・モンディアル                                            | 83時間39分26秒 |
| 2    | エガン・ベルナル       | コロンビア | チームスカイ                                                      | +05分39秒      |
| 3    | ギヨーム・マルタン     | フランス   | ワンティー・グループゴベール                                      | +22分05秒      |
| 4    | ダヴィド・ゴデュ       | フランス   | グルパマ・FDJ                                                     | +1時間07分48秒 |
| 5    | ダニエル・マルティネス | コロンビア | チームEFエデュケーションファースト・ドラパック・p/bキャノンデール | +1時間16分25秒 |

### チーム総合成績
| 順位 | チーム名                                    | 時間            |
| ---- | ------------------------------------------- | --------------- |
| 1    | モビスター・チーム                          | 250時間24分53秒 |
| 2    | バーレーン・メリダ プロ・サイクリングチーム | +12分33秒       |
| 3    | チームスカイ                                | +31分14秒       |
| 4    | チーム・ロットNL・ユンボ                    | +47分24秒       |
| 5    | アスタナ・プロチーム                        | +1時間15分32秒  |

### 総合敢闘賞
| 選手名               | 国籍         | チーム                 |
| -------------------- | ------------ | ---------------------- |
| ダニエル・マーティン | アイルランド | UAE チーム・エミレーツ |